# كريس نويل
كريس نويل (بالإنجليزية: Chris Noel)‏ هي ممثلة أمريكية، ولدت في 2 يوليو 1941 بويست بالم بيتش في الولايات المتحدة.

## وصلات خارجية
- كريس نويل على موقع IMDb (الإنجليزية)
- كريس نويل على موقع ميوزك برينز (الإنجليزية)
- كريس نويل على موقع قاعدة بيانات برودواي على الإنترنت (الإنجليزية)
- كريس نويل على موقع ديسكوغز (الإنجليزية)
- كريس نويل على موقع قاعدة بيانات الفيلم (الإنجليزية)